# Наргіс
Фатіма Абдул Рашид, у шлюбі Датт, відома під псевдонімом Наргіс (гінді नर्गिस, англ. Nargis, 1 червня 1929 року, Калькутта, Британська Індія — 3 травня 1981 року Мумбаї, Індія) — провідна індійська акторка 1940-1950-х. Лауреатка Filmfare Awards (1958) і Національної кінопремії (1968) за кращу жіночу роль. Нагороджена урядовою нагородою Падма Шрі за внесок в розвиток мистецтва Індії.

## Біографія
Народилася в Калькутті. Її мати Джадданбай була відомою в Індії акторкою і співачкою, яка походила з роду брахманів-мохіялов. Її батько Уттамчанд Моханчанд — був лікарем, що народилися в багатій родині. Щоб одружитися з Джадданбай, він перейшов в іслам і відмовився від спадщини. При народженні їх дочка отримала два імені: Тежешварі Утамчанд Моханчанд — від батька і Фатіма Абдул Рашид — від матері. Однак світу вона стала відома як Наргіс  [Архівовано 1 травня 2019 у Wayback Machine.].
Фатіма Абдул Рашид росла з двома братами. У дитинстві вона старанно вчилася, брала участь в театральному гуртку і мріяла стати лікаркою. Однак несподіваний дебют в 14 років у фільмі «Доля» (1943) змінив її життя. Ім'я «Наргіс» їй придумав режисер цього фільму. Також у неї було прізвисько «Бебі Рані» («Маленька королева»).
Справжній успіх прийшов до Наргіс після роботи в дебютній режисерській картині Раджа Капура. Після успіху в світовому прокаті він запропонував їй головну жіночу роль в своєму наступним фільмі, що поклало початок їх десятирічній творчій спілці і найбільш обговорюваному в пресі роману. За роки спільної роботи вони знялися в понад 15 фільмах. Наргіс була відома за фільмами «Бродяга» і «Пан 420», що вийшли в прокат в СРСР, а також по радянсько-індійському «Ходіння за три моря». Найвідомішою її роботою після розриву з Капуром стала кінокартина «Мати Індія» (1957), де вона виконала роль Радхи, вдови, яка намагається врятувати життя і виростити двох синів, при цьому зберігши свою честь. Її Радха перетворилася в ідеальний зразок для всіх наступних «хороших матерів» індійського популярного кіно — тих, хто піклується як про сьогодення, так і про майбутнє своїх нащадків. За роль Радхи акторка отримала безліч нагород, сам фільм був номінований на «Оскар», але не знайшов популярності за межами Індії. Кращими ролями Наргіс прийнято вважати ролі, зіграні у фільмах Раджа Капура. Сама акторка називала улюбленою роллю героїню Решма з романтичної саги про любов і боротьбу «Сезон дощів»  [Архівовано 17 жовтня 2018 у Wayback Machine.].
Під час зйомок фільму «Мати Індія» Наргіс мало не загинула в полум'ї пожежі, але її врятував актор Суніл Датт. 11 березня 1958 вони одружилися за ритуалом індуїстської реформістської школи Арья-самадж. В цьому шлюбі Наргіс народила трьох дітей: сина Санджая, який також став актором, і дочок Намрату і Прію.
Наргіс померла від раку 3 травня 1981 року. На згадку про неї через рік був створений спеціальний онкологічний фонд.[джерело?]

## Фільмографія
| Год  | Назва                   | Оригінальна назва              | Роль                                   |
| 1935 | У пошуках істини        | Talash-e-Haq / तलाशे हक़          |                                        |
| 1942 | Таманна                 | Tamanna / तमन्ना                 |                                        |
| 1943 | Доля                    | Taqdeer / तक़दीर                 | Салма                                  |
| 1945 | Двадцяте сторіччя       | Bisvi Sadi / बीसवी सदी            |                                        |
| 1945 | Хумаюн                  | Humayun / हुमायूँ                  | Хаміда Бано                            |
| 1946 | Нарцис                  | Nargis / नरगिस                  |                                        |
| 1947 | Менді                   | Mehandi / मेहंदी                  |                                        |
| 1947 | Ромео та Джульєтта      | Romeo and Juliet / रोमीयो आंड जूलिएट |                                        |
| 1948 | Анджуман                | Anjuman / अंजुमन                 |                                        |
| 1948 | Спопеляюча пристрасть   | Aag / आग                       | Німмі                                  |
| 1948 | Неповторна любов        | Anokha Pyar / अनोखा प्यार          | Гіта                                   |
| 1948 | Ярмарок                 | Mela / मेला                      | Манджу                                 |
| 1949 | Лахор                   | Lahore / लाहोर                   |                                        |
| 1949 | Репутація               | Andaz / अंदाज़                    | Ніна                                   |
| 1949 | Серветка                | Roomal / रूमाल                   |                                        |
| 1949 | Сезон дощів             | Barsaat / बरसात                 | Решма                                  |
| 1949 | Шановний Дарог          | Darogaji / दारोगज़ी                |                                        |
| 1950 | Гра                     | Khel / खेल                      |                                        |
| 1950 | Йогін                   | Jogan / जोगन                    | Сурабхі                                |
| 1950 | Любов                   | Pyaar / प्यार                    |                                        |
| 1950 | Міна-базар              | Meena Bazaar / मीना बाज़ार          |                                        |
| 1950 | Батьківський дім        | Babul / बाबुल                    | Бела                                   |
| 1950 | Північ                  | Aadhi Raat / आधी रात             |                                        |
| 1950 | Зведений братик         | Chhoti Bhabbi / छोटी भाभी          |                                        |
| 1950 | Пізнати одне одного     | Jan Pahchan / जान पहचान          | Аша                                    |
| 1951 | Бродяга                 | Awaara / आवारा                   | Рита                                   |
| 1951 | Зустріч                 | Deedar / दीदार                   | Мала                                   |
| 1951 | Любов до спілкування    | Pyar Ki Baaten / प्यार की बातें      |                                        |
| 1951 | Переполох               | Hulchul / हलचल                 | Аша                                    |
| 1951 | Океан                   | Saagar / सागर                   |                                        |
| 1952 | Гніздо                  | Ashiana / आशियाना                 | Гаура                                  |
| 1952 | Неймовірна подія        | Anhonee / अनहोनी                 | Руп / Махіні                           |
| 1952 | Дзеркало                | Sheesha / शीशा                   |                                        |
| 1952 | Небо                    | Amber / अम्बर                   | Амбер                                  |
| 1952 | Душа                    | Bewafa / बेवफा                   | Рупа                                   |
| 1953 | Гріховодник             | Paapi / पापी                     | Лачхи                                  |
| 1953 | Дихання любові          | Aah / आ                        | Нілу                                   |
| 1953 | Мелодія                 | Dhoon / # ढूँ                    |                                        |
| 1953 | Зліпок                  | Shikast / शिकस्त                 |                                        |
| 1954 | Англієць                | Angarey / अँगारे                  |                                        |
| 1955 | Пан 420                 | Shree 420 / श्री 420             | Відья Омкарнатх Шастрі                 |
| 1956 | Пильнуйте!              | Jagte Raho                     | Храмова співачка (в титрах не вказано) |
| 1956 | Потайки від усіх        | Chori Chori / चोरी चोरी            | Каммо                                  |
| 1957 | Мати Індія              | Mother India / मदर इंडिया         | Радха                                  |
| 1957 | Ходіння за три моря     | Pardesi / परदेसी                 | Чампа                                  |
| 1958 | Сімейне життя           | Ghar Sansar / घर संसार           | Ума                                    |
| 1958 | Лажванті                | Lajwanti / लाजवंती                | Кавита                                 |
| 1958 | Суд                     | Adalat / अदालत                  | Нірмала                                |
| 1960 | Чорний ринок            | Kala Bazaar / कला बाज़ार           | Грає саму себе                         |
| 1964 | Спогади                 | Yaadein / यादें                   | Силует Прійа                           |
| 1967 | Ніч і день              | Raat Aur Din / रात और दिन        | Пеггі Варуна                           |
| 1968 | На вулицях стільки мрій | Τόσα όνειρα στους δρόμους      |                                        |

## Нагороди та номінації
1958 — Filmfare Award за кращу жіночу роль — «Мати Індія»
1958 — Приз за кращу жіночу роль на Міжнародному кінофестивалі в Карлових Варах — «Мати Індія»
1958 — державна нагорода Падма Шрі
1968 — Національна кінопремія (Індія) за кращу жіночу роль — «День і ніч»
1969 — Номінована Filmfare Award за кращу жіночу роль — «День і ніч»
2001 — Амитабх Баччан і Наргіс Датт були удостоєні звання «кращі актори тисячоліття» за версією журналу «Stardust»